# Engleside Hotel
Das Engleside Hotel war eins der elegantesten Hotels der viktorianischen Zeit. Es stand am Strand von Beach Haven, New Jersey am südlichen Ende von Long Beach Island. Errichtet wurde es in den frühen 1870er Jahren von Quäkern und wurde sehr schnell eines der bekanntesten Hotels auf dieser Insel. 
Das Engleside Hotel erlebte im Sommer 1916, während der Haiangriffe an der Küste von New Jersey (1916), erstmals eine wirtschaftliche Krise. Das Ende des Hotels kam während der Zeit des Zweiten Weltkriegs, als das Hotel abgerissen und Teile seiner Einrichtung verkauft wurde.